# ヨーハン・パリツィーダ

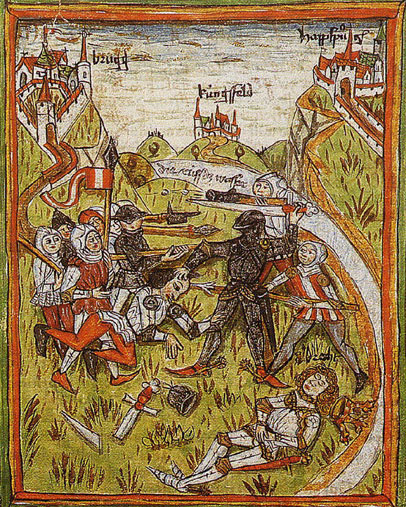
1308年5月1日に行われたアルブレヒト1世の暗殺

ヨーハン・パリツィーダ（ドイツ語: Johann Parricida、1290年頃 - ?）は、ハプスブルク家の成員。添え名の「パリツィーダ（Parricida）」は「尊属殺」を意味する。
オーストリア公ルドルフ2世とプシェミスル家出身のボヘミア王女アネシュカ（アグネス）の子で、父方の祖父にローマ王ルドルフ1世、母方の祖父にボヘミア王オタカル2世を持つ。1308年、伯父であるローマ王アルブレヒト1世を暗殺した。

## 生涯
ヨーハンの祖父ルドルフ1世はオーストリアをハプスブルク家の家領とすることに成功し、1282年に息子のルドルフ2世とアルブレヒト1世をオーストリアの共同統治者とした。1283年のラインフェルデンの契約で兄のアルブレヒト1世が単独のオーストリア公とされ、ルドルフ2世とその後継者には代償として金銭もしくは土地の引き渡しが約束された。ルドルフ2世が没する1290年前後にヨーハンは誕生し、ボヘミアの宮廷で幼少期を過ごした。ヨーハンは15歳に達するまで伯父アルブレヒト1世の下で養育され、ラインフェルデンの契約でルドルフ2世が継承する財産はアルブレヒトの管理下に置かれた。15歳に達したヨーハンは、アルブレヒトに父の財産の返還を何度も願い出たが、遺産は返還されなかった。
ヨーハンは伯父の約束の不履行を恨み、仲間と共にアルブレヒトの暗殺を計画する。1308年5月1日に計画は決行され、ロイス川を渡るアルブレヒトが従者たちと離れたとき、ヨーハンたちはアルブレヒトを襲撃する。最初にヨーハンが一太刀を浴びせ、次いで4人の共謀者たちがアルブレヒトを斬りつけ、アルブレヒトは絶命した。アルブレヒトの妻エリーザベトと2人の娘アンナとアグネスは、暗殺犯たちに厳しい追及を加えた。追及は暗殺犯の家族にもおよび、家族の多くがエリーザベトらによって処刑されたと伝えられている。ヨーハンはアルプス山中に逃げ込み、行方をくらました。その後の行方は定かではないが、後年にピサの僧院でヨーハンが発見されたとする伝説が残る。ヨーハンはピサでローマ皇帝ハインリヒ7世の監視下に置かれ、ハインリヒ7世から訪問を受けたと伝えられている。
ヨーハンが暗殺を決行した5月1日は、ハプスブルク史上で「暗黒の日」と呼ばれている。ハプスブルク家では「ヨーハン」の名前は忌み嫌われ、18世紀にアルブレヒト1世を祖とするハプスブルク家の男系がカール6世の代で途絶えるまで、その一族に「ヨーハン」の名前が付けられることはなかった。